# Ventos upės slėnis auksčiau Papilės
Ventos upės slėnis auksčiau Papilės este o arie protejată (sit de importanță comunitară — SCI) din Lituania întinsă pe o suprafață de 73 ha, integral pe uscat.

## Localizare
Centrul sitului Ventos upės slėnis auksčiau Papilės este situat la coordonatele 56°06′11″N 22°50′42″E / 56.1031°N 22.845°E.

## Înființare
Situl Ventos upės slėnis auksčiau Papilės a fost declarat sit de importanță comunitară în septembrie 2008 pentru a proteja 1 specie de animale.

## Biodiversitate
Situată în ecoregiunea boreală, aria protejată conține 5 habitate naturale: Pajiști uscate seminaturale și facies de acoperire cu tufișuri pe substraturi calcaroase (Festuco-Brometalia) (* situri importante pentru orhidee), Liziere de ierburi înalte hidrofile de câmpie și de nivel montan până la alpin, Pajiști aluvionare boreale nordice, Fânețe de joasă altitudine (Alopecurus pratensis, Sanguisorba officinalis), Păduri pe pante, grohotișuri și ravene de Tilio-Acerion.
La baza desemnării sitului se află o specie protejată de  păsări: cristeiul de câmp (Crex crex).
Pe lângă speciile protejate, pe teritoriul sitului au mai fost identificate 2 specii de plante.